# Реља Поповић
Реља Поповић (Београд, 2. август 1989) српски је музичар, текстописац и глумац. Пре соло каријере коју је започео синглом Београд још живи (2015), истакао се као члан поп дуа Елитни одреди, поред Владе Матовића. Суоснивач је дискографске куће Made In BLKN.
Као глумац, познат је по улогама у филмовима Обични људи (2009) и Парада (2011). Улогом у филму Обични људи постао је најмлађи добитник награде Срце Сарајева. Године 2021. придружио се глумачкој постави телевизијске серије Беса, док је од 2022. члан жирија и ментор у певачком такмичењу IDJ Show.

## Младост
Рођен је 2. августа 1989. године у Београду. Син је Зоје Беголи (1949—2017), примабалерине Народног позоришта, и спорског новинара Вечерњих новости Срђана Поповића (1964—1991). Његов отац је преминуо када је имао годину и по, а одгојила га је мајка. Пре него што је завршио средњу школу, био је рањен у пуцњави. Завршио је Факултет за медије и комуникације, а потом је уписао студије глуме на Факултету драмских уметности.

## Музичка каријера

### 2005—2015: Музички почеци и Елитни одреди
Поповић је музиком почео да се бави још у основној школи, када је са другом Владом Матовићем почео да ствара прве реп и хип хоп песме. Радили су у врло скромни условима, са позајмљеним инструментима и простору који је био све само не музички студио. Поповић је наступао под уметничким именом „Дрима”, а Влада „Вонта”. Написао је и отпевао реп песме Мој стари, Све је кул, Затвори очи, Ако изгубим те опет и друге. Ипак, песма коју сматрају прекретницом у својим каријерама је Моја једина која им је донела велику популарност.
Године 2005. су основали групу Елитни одреди. Испочетка су снимали песме само за себе, али су након нумере Моја једина постали препознатљив бенд у Србији и региону. Пре те песме објавили су синглове Биће екстра, Ако сте за ракију, Шале и други.
Године 2010. године су објавили први студијски албум под називом Око света. На њему се нашло 14 песама, укључујући дуете са репером Ненадом Алексићем познатијим под именом Ша (Sha) и Слободаном Вељковићем Цобијем (Coby). Са тог албума издвојиле су се песме Само да си са мном, Другу нећу, Рај и друге. Многи га сматрају прекретницом у каријери двојице музичара јер су са хип хоп музике прешли на ар-ен-би. Следеће године су са Анабелом Атијас и Ди-џеј Шонетом снимили песму Београд, која је врло брзо постала велики хит. Уследила је сарадња са Миом Борисављевић, Ди-џеј Силвером и Ди-џеј Марконеом на песми Ниси са њом. Песму прати атрактиван спот, а на Јутјубу је прегледана више од четири милиона пута. Истог лета избацили су сингл Не кочи и на велика врата ушли у свет нове клупске музике на овим просторима. Њихов таленат препознао је и црногорски фолк певач Дадо Полумента, па су крајем 2012. године објавили заједничку песму Љубави моја. Осим текста и музике, многе је одушевио и спот у коме су се певачи показали као врсни глумци.
Године 2013. након много свирки широм региона, Влада и Поповић објавили су две песме Запали град и Има много жена и кафана. Почетком 2014. године одржали су велику турнеју по Аустралији, а исте године представили два дуета Она сија са Ди-џеј Матеом и Алкохола литар са Николијом и Ди-џеј Млађом. Песма на Јутјубу има више од 75 милиона прегледа.

### 2015—данас: Соло каријера
У марту 2015. године двојац је саопштио да се разилази и да ће Поповић и Влада да наставе да граде соло каријере. Обојица су изјавили су и даљe у добрим односима и да ће наставити да се друже, те да је одлука дошла сасвим очекивано, на врхунцу каријере. Поповић је исте године објавио четири сингла — Београд још живи, Хоћу да се напијем, Пакао од жене, као и дует са Бобаном Рајовићем под насловом Опет те нема. Наредне године започео је сарадњу са Стефаном Цвијовићем Цвијом и Слободаном Вељковићем Цобијем. Снимили су песму Црни син која на Јутјубу има више од 31 милион прегледа. Текст потписују Андреј Илић и Ђорђе Ђорђевић, а продукцију IDJ Videos. Исте године Поповић је објавио песму Трошим паре за коју је текст написао он, а музику потписује заједно са Филипом Младеновићем који је уједно радио и аранжман. Године 2017. поновио је сарадњу са Ђорђем Ђорђевићем и Филипом Младеновићем на нумери Лом. Као и претходне, и ову песму прати занимљив спот у коме је осим глумачких, певач показао и плесачке способности. Након тога уследио је дует са Цобијем и Стојом Само јако, као и песма Адреналина. Музику за нумеру Адреналина написао су Поповић и Марко Морено, а текст потписују Морено и Ђорђе Ђорђевић. Деонице на гитари свира Петар Трумбетас, а пратеће вокале пева Лејла Хот. У мају 2018. године објавио је сингл Латино Европа. Текст је написао Ђорђе Ђорђевић, а тематиком је окупирао пажњу младе публике широм бивше Југославије. Песма је „зарадила” више од 20 милиона прегледа на Јутјубу, а након ње је уследио сингл Dolce Vita, а у споту за песму појављују се модели Леа Давогић и Милица Мишковић.
Лета 2019. године Поповић је објавио први део свог првог соло албума под називом Made in Balkan. Песме са албума излазиле су појединачно, у размацима од по око недељу дана. Први део албума укупно садржи пет песама и изашао је за продукцијску кућу IDJTunes. На песмама је радио Поповић заједно са Иваном Обрадовићем и Ђорђем Ђорђевићем, а на песми Туга из поршеа радио је и Цоби. Исти трио (Поповић—Обрадовић—Ђорђевић) писао је и текстове за песме, док је у писању текста за песму Такви као ја учествовао и Фурио Ђунта. Као једини гост, на албуму се појављује Рељина супруга Николија, и то на песми Медуза. Други део албума најављен је за јесен 2019. године, али је прва песма изашла тек почетком марта 2020. године. Ипак, због великог успеха првог дела албума, од идеје за име албума дошло је до оснивања нове издавачке куће Made in BLKN у партнерству са кућом IDJVideos.

## Глумачка каријера
Прву филмску улогу Поповић је добио 2003. године, када је глумио у кратком филму Дремано око, режисера и сценаристе Владимира Перишића. Главне улоге у филму, осим Реље, тумаче још и Јасна Ђуричић, Борис Исаковић и Немања Милутиновић. Филм је те исте 2003. године приказан на Филмском фестивалу у Кану.
С истим режисером је 2009. године снимио филм Обични људи. Реч је о драми у којој играју Борис Исаковић и Мирослав Стевановић. Премијерно је приказан 15. маја 2009. године на Канском фестивалу, а премијеру у Србији је доживео 10. децембра исте године. Филм је приказиван и на фестивалима у Мајамију, Сарајеву, Трсту и Стокхолму. Проглашен је најбољим филмом 15. Сарајево филм фестивала. Поповић је освојио награду „Срце Сарајева” за најбољу мушку улогу, као и награду за најбољег глумца на фестивалу Котбус у Немачкој.
Две године касније глумио је скинхеда Вука у хит комедији Парада. Добио је прилику да заигра с неким од највећих глумачких имена попут Николе Које, Марка Николића, Мире Ступице, Горана Навојеца, Горана Јевтића и других. Режију и сценарио за филм потписује Срђан Драгојевић, а прича прати покушај организације Параде поноса у Београду. Филм је освојио награду за најбољи сценарио на Фестивалу филмског сценарија у Врњачкој Бањи. Године 2012. је остварио епизодну улогу у серији Фолк, Душана Милића. Поповић је играо организатора музичког такмичења.

## Приватни живот
У вези је са српском певачицом Николијом Јовановић, ћерком Весне Змијанац. Пар се упознао крајем 2014. године, када су заједно радили на снимању песме Алкохола литар. Имају две ћерке, рођене 2016. и 2021.

## Дискографија

### Студијски албуми
- Хотел Југославија (2025)[17]

### Мини-албуми
- Стробери (2024)

### Синглови
- Београд још живи (2015)
- Хоћу да се напијем (2015)
- Опет те нема (ft. Бобан Рајовић) (2015)
- Пакао од жене (2015)
- Црни син (Цвија, Цоби) (2016)
- Трошим паре (2016)
- Лом (2017)
- Само јако (ft. Цоби, Стоја) (2017)
- Адреналина (2017)
- Латино Европа (2018)
- (2018)
- (2018)
- [18] (2019)
- ( Николија, 2019)
- [19] (2019)
- Туга из Поршеа (2019)
- Made in Balkan (2019)
- Maria (2020)
- Генге (ft. Раста, 2020)
- Offline (ft. Девито, 2020)
- Маније (2021)
- Крај је (2021)

### Видеографија
| Спот               | Година | Режисер                       |
| ------------------ | ------ | ----------------------------- |
| Београд још живи   | 2015   | Андреј Илић                   |
| Хоћу да се напијем | 2015   | Андреј Илић                   |
| Опет те нема       | 2015   | Андреј Илић                   |
| Пакао од жене      | 2015   | Андреј Илић                   |
| Црни син           | 2016   | Андреј Илић                   |
| Трошим паре        | 2016   | Андреј Илић                   |
| Лом                | 2017   | Андреј Илић                   |
| Само јако          | 2017   | Андреј Илић, Љуба             |
| Адреналина         | 2017   | Ђорђе Трбовић, Борис Зец      |
| Латино Европа      | 2018   | Иван Стојиљковић              |
| Dolce Vita         | 2018   | Иван Стојиљковић              |
| Mi amor            | 2018   | Иван Стојиљковић              |
| Принцеза на белом  | 2019   | Иван Стојиљковић              |
| Медуза             | 2019   | Иван Стојиљковић              |
| Такви као ја       | 2019   | Иван Стојиљковић              |
| Туга из Поршеа     | 2019   | Иван Стојиљковић              |
| Made in Balkan     | 2019   | Иван Стојиљковић              |
| Maria              | 2020   | Лана Павков                   |
| Genge              | 2020   | Лана Павков                   |
| Offline            | 2020   | Лана Павков                   |
| Крај је            | 2021   | Јана Анђић Гвозден Илић       |
| Маније             | 2021   | Вељко Лаловић                 |
| Oguccio sam je     | 2021   | Љуба                          |
| Омађијала          | 2022   | Лука Матковић                 |
| До зоре            | 2022   | Милица Дракулић               |
| Дизајнер           | 2022   | Катарина Кољевић              |
| Зовите докторе     | 2022   | Petar kacketdole & dffrntvibe |
| Љуби брат          | 2022   | Petar kacketdole & dffrntvibe |
| Пати пати          | 2022   | Petar kacketdole & dffrntvibe |
| Турира             | 2023   | Ведрана Вукојевић             |
| Фатална            | 2023   | Јана Анђић Гвозден Илић       |
| Хладно лето        | 2023   | Јана Анђић Гвозден Илић       |
| Ола ола            | 2023   | Petar kacketdole & dffrntvibe |
| Све си знала       | 2024   | Јана Анђић Гвозден Илић       |
| Славија            | 2024   | Јана Анђић Гвозден Илић       |
| Рибе злочесте      | 2024   | Јана Анђић Гвозден Илић       |
| Ма боље сам        | 2024   | Јана Анђић Гвозден Илић       |
| Омб                | 2024   | Јана Анђић Гвозден Илић       |
| 12 x Јануар        | 2024   | Јана Анђић Гвозден Илић       |
| За тобом луд       | 2024   | Јана Анђић Гвозден Илић       |
| Без тебе           | 2025   | Ђорђе Трбовић                 |
| Секс машина        | 2025   | Иван Стојиљковић              |
| Баш ти се свиђа    | 2025   | Иван Стојиљковић              |

са Елитним Одредима
| Спот                    | Година | Режисер         |
| ----------------------- | ------ | --------------- |
| Као кокаин              | 2011   |                 |
| Београд                 | 2011   | Андреј Илић     |
| Ниси с њом              | 2012   |                 |
| Не кочи                 | 2012   |                 |
| Љубави моја             | 2012   | Андреј Илић     |
| Запали град             | 2013   | Андреј Илић     |
| Има много жена и кафана | 2013   | Андреј Илић     |
| Она сија                | 2014   | Андреј Илић     |
| Алкохола литар          | 2014   | Ведад Јашаревић |

## Филмографија
| Год.  | Назив       | Улога                    |
| ----- | ----------- | ------------------------ |
| 2003. | Дремано око |                          |
| 2009. | Обични људи | Џони                     |
| 2011. | Парада      | Вук                      |
| 2012. | Фолк        | организатор на такмичењу |
| 2021. | Беса        | Иги                      |
| 2023. | Видеотека   | Сале                     |